# Малий Глибочок (зупинний пункт)
Мали́й Глибо́чок — пасажирський залізничний зупинний пункт Тернопільської дирекції Львівської залізниці.
Розташований у селі Малий Глибочок, Збаразький район Тернопільської області на лінії Тернопіль — Ланівці між станціями Збараж (6 км) та Ланівці (33 км).
Станом на травень 2019 року щодня дві пари дизель-потягів прямують за напрямком Ланівці — Тернопіль-Пасажирський.